# 百円紙幣
百円紙幣（ひゃくえんしへい）は、額面100円の日本銀行券（日本銀行兌換銀券、日本銀行兌換券を含む）。百円券、百円札とも呼ばれる。

## 概要
旧百圓券、改造百圓券、甲百圓券、乙百圓券、い百圓券、ろ百圓券、A百円券、B百円券の8種類が存在し、このうち現在法律上有効なのは新円として発行されたA百円券とB百円券の2種類である。明治期から第二次世界大戦最末期まで、実質的に流通している紙幣としては長らくの間、最高額紙幣であった。

## 旧百円券

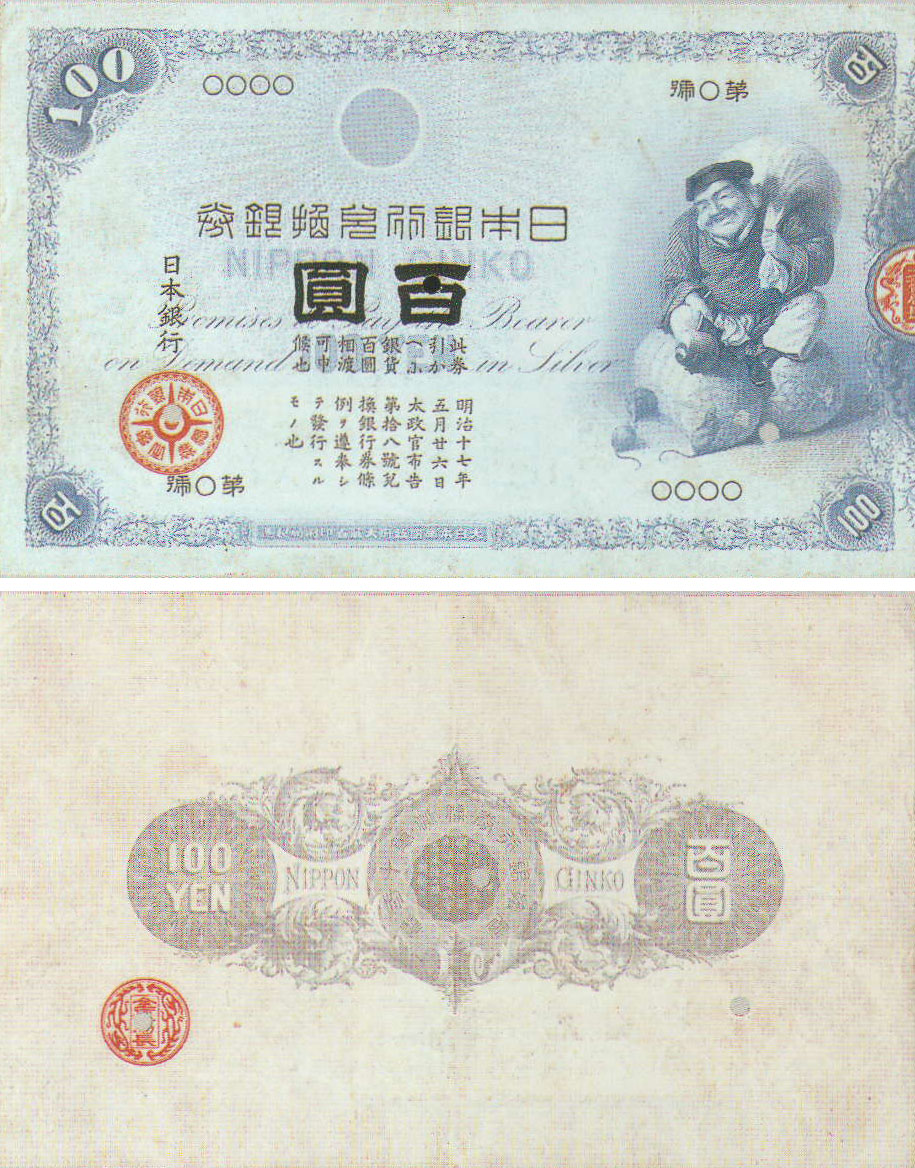
百円日本銀行兌換銀券（1885年）

1885年（明治18年）8月29日の大蔵省告示第119号「兌換銀行券見本」により紙幣の様式が公表されている。主な仕様は下記の通り。
- 日本銀行兌換銀券
- 額面 百圓（100円）
- 表面 大黒像、兌換文言、英語表記の兌換文言、発行根拠文言
- 裏面 彩紋、偽造変造罰則文言
- 印章 〈表面〉日本銀行総裁之章、文書局長（割印）　〈裏面〉金庫局長
- 銘板 大日本帝國政府大藏省印刷局製造
- 記番号仕様
  - 記番号色 黒色
  - 記番号構成 〈記号〉「第」＋組番号：漢数字1桁＋「號」　〈番号〉通し番号：「第」＋漢数字4桁＋「番」
- 寸法 縦116mm、横186mm
- 製造実績
  - 印刷局から日本銀行への納入期間 1885年（明治18年）5月 - 1888年（明治21年）下期[4]
  - 記号（組番号）範囲 「第壹號」 - 「第四號」（1記号当たり5,000枚製造）[4]
  - 製造枚数 15,900枚[5]
- 発行開始日 1885年（明治18年）9月8日[6]
- 通用停止日 1939年（昭和14年）3月31日[7]（1899年（明治32年）3月20日以降は回収対象[8]）
- 発行終了
- 失効券

明治維新以降、政府が発行した明治通宝・改造紙幣などの政府紙幣や、民営の国立銀行が発行した国立銀行紙幣などが並行して発行されていたが、西南戦争の戦費調達を発端として政府や国立銀行が無尽蔵に紙幣を濫発した結果インフレーションが発生し経済的な混乱の一因となっていた。これを収拾し通貨制度の信頼回復を図るために松方正義により紙幣整理が行われることとなり、政府から独立した唯一の発券銀行としての中央銀行すなわち日本銀行が創設され、従来の紙幣に代わって事実上の銀本位制に基づく「日本銀行兌換銀券」として発行された。
大黒天が描かれていることから「大黒札」と呼ばれている。なお大黒天の肖像は、当時の印刷局の職員であった書家の平林由松をモデルとしてデザインしたものとされる。小槌と袋を手にした大黒天が米俵の上に腰かけている様子が描かれており、米俵の側には3匹の鼠があしらわれている。表面の地模様には、表面中央に日輪とそこから放射状に延びる光線状の模様が描かれており、光線状の部分には微細な連続文字が配されている。表面は全体的に発行当時の写真複製技術では再現困難な薄い青色で印刷されている。図案製作者はお雇い外国人として日本の紙幣製造の技術指導にあたっていたイタリア人のエドアルド・キヨッソーネである。なお裏面は、中央に偽造罰則文言が記載されている他は彩紋模様のみであるが、印刷部分は以降に発行された券種と比較すると小さめのものとなっており、周囲は印刷のない空白が広がっている。
印章は表面が「日本銀行総裁之章」（篆書・日銀マークの周囲に文字）と「文書局長」（隷書・文字の周囲に竜の模様・割印）、裏面が「金庫局長」（隷書・文字の周囲に竜の模様）となっており、改造券以降用いられている印章とは異なる図柄のものとなっている。なお文書局長の割印は、製造時に原符と呼ばれる発行控えが紙幣右側についており、発行時にこれを切り離して発行の上、紙幣の回収時に文書局長の割印を照合する運用となっていたが、発行枚数が増大するに従いこの運用は無理が出てきたことから、1891年（明治25年）以降は廃されている。
記番号は漢数字となっており、通し番号は4桁以下で、通用券の通し番号の前後には「第」「番」の文字がある。記録上、「第壹號」は5,500枚、「第貳號」「第叄號」はそれぞれ5,000枚、「第四號」は500枚の製造となっている。当時超高額紙幣であったため、主に銀行間の支払いに用いられた。歴代の日本銀行券の中で最も発行枚数が少ない紙幣である。元々の発行枚数が少なく現存数は非常に少ない（未回収が27枚という記録あり。おそらく現存数は1～2枚。）と推測される。
紙幣用紙は三椏を原料としたもので、強度を高めるためにコンニャク粉が混ぜられていた。透かしは「日本銀行券」の文字と桜花、小槌、分銅、巻物、鍵の図柄である。
使用色数は、表面4色（内訳は凹版印刷による主模様・地模様1色、文字1色、印章1色、記番号1色（文字の黒色と記番号の黒色は別版のため別色扱い））、裏面2色（内訳は主模様1色、印章1色）となっている。紙幣の様式としては緻密な凹版印刷による大型の人物肖像、精巧な透かしや三椏を主原料とした用紙など、日本銀行券発行開始以前に発行されていた政府紙幣である改造紙幣の流れを汲むものとなっている。
「兌換銀券」と表記されているが、1897年（明治30年）10月の貨幣法施行および兌換銀行券条例の改正による銀本位制から金本位制への移行に伴い、以降は金兌換券として扱われることになった。
1927年（昭和2年）2月に制定された兌換銀行券整理法により1939年（昭和14年）3月31日限りで通用停止となった。

## 改造百円券
1891年（明治24年）11月10日の大蔵省告示第36号「兌換銀行券百圓卷見本揭示ノ件」により紙幣の様式が公表されている。主な仕様は下記の通り。
- 日本銀行兌換銀券
- 額面 百圓（100円）
- 表面 藤原鎌足（紙幣面の人名表記は「藤原鎌足公」）、兌換文言、発行根拠文言、偽造変造罰則文言
- 裏面 彩紋、英語表記の兌換文言
- 印章 〈表面〉総裁之印　〈裏面〉文書局長、金庫局長
- 銘板 大日本帝國政府大藏省印刷局製造
- 記番号仕様
  - 記番号色 赤色
  - 記番号構成 〈記号〉「第」＋組番号：漢数字1 - 2桁＋「號」　〈番号〉通し番号：漢数字5桁
- 寸法 縦130mm、横210mm
- 製造実績
  - 印刷局から日本銀行への納入期間 1891年（明治24年）下期 - 1899年（明治32年）下期[4]
  - 記号（組番号）範囲 「第壹號」 - 「第貳七號」（1記号当たり15,000枚製造）[4]
  - 製造枚数 400,000枚[5]
- 発行開始日 1891年（明治24年）11月15日[18]
- 通用停止日 1939年（昭和14年）3月31日[7]
- 発行終了
- 失効券

大黒旧券には紙幣の強度を高めるためにコンニャク粉が混ぜられ、そのため虫やネズミに食害されることが多々あり、また偽造防止対策として採用された薄い青色の鉛白を含有するインキが温泉地で黒変しかえって偽造し易くなるなどの技術的欠陥が明らかになったことから、これを改良するために「改造券」が発行された。
表面の輪郭枠の形状が眼鏡のフレームのように見えることから、通称は「めがね100円」「めがね鎌足」「めがね札」である。偽造防止対策として精巧な人物肖像を印刷することとなり、肖像には1887年（明治20年）に選定された日本武尊・武内宿禰・藤原鎌足・聖徳太子・和気清麻呂・坂上田村麻呂・菅原道真の7人の候補の中から、改造百圓券には藤原鎌足が選ばれている。なお藤原鎌足の肖像は、文献資料や絵画・彫刻を参考にしつつ国学者の黒川真頼などの考証を基に、エドアルド・キヨッソーネが当時の大蔵大臣であった松方正義をモデルとしてデザインしたものとされる。四隅や地模様には、肖像の藤原鎌足に因んだ藤の模様があしらわれている。図案製作者は旧券と同じくイタリア人のエドアルド・キヨッソーネである。裏面は彩紋模様により装飾された額面金額の数字が左側に配置されている他は英語表記の兌換文言が記載されているのみであるが、地模様などもなく簡素な図柄となっている。
記番号は漢数字となっており、通し番号は5桁である。記録上、「第壹號」～「第貳七號」が製造され、最大通し番号は「壹五〇〇〇」となっているが、欠番がある。旧券と同様に当時超高額紙幣であったため、主に銀行間の支払いに用いられた。発行枚数が少なく現存数は非常に少ない（未回収93枚という記録あり。おそらく現存数枚程度。）と推測される。
透かしは「日本銀行」の文字と菊紋および桐紋である。日本で発行された最も大きな寸法の紙幣である。
使用色数は、表面3色（内訳は凹版印刷による主模様1色、地模様1色、印章・記番号1色）、裏面2色（内訳は主模様1色、印章1色）となっている。
「兌換銀券」と表記されているが、1897年（明治30年）10月の貨幣法施行および兌換銀行券条例の改正による銀本位制から金本位制への移行に伴い、以降は金兌換券として扱われることになった。
1927年（昭和2年）2月に制定された兌換銀行券整理法により1939年（昭和14年）3月31日限りで通用停止となった。

## 甲号券

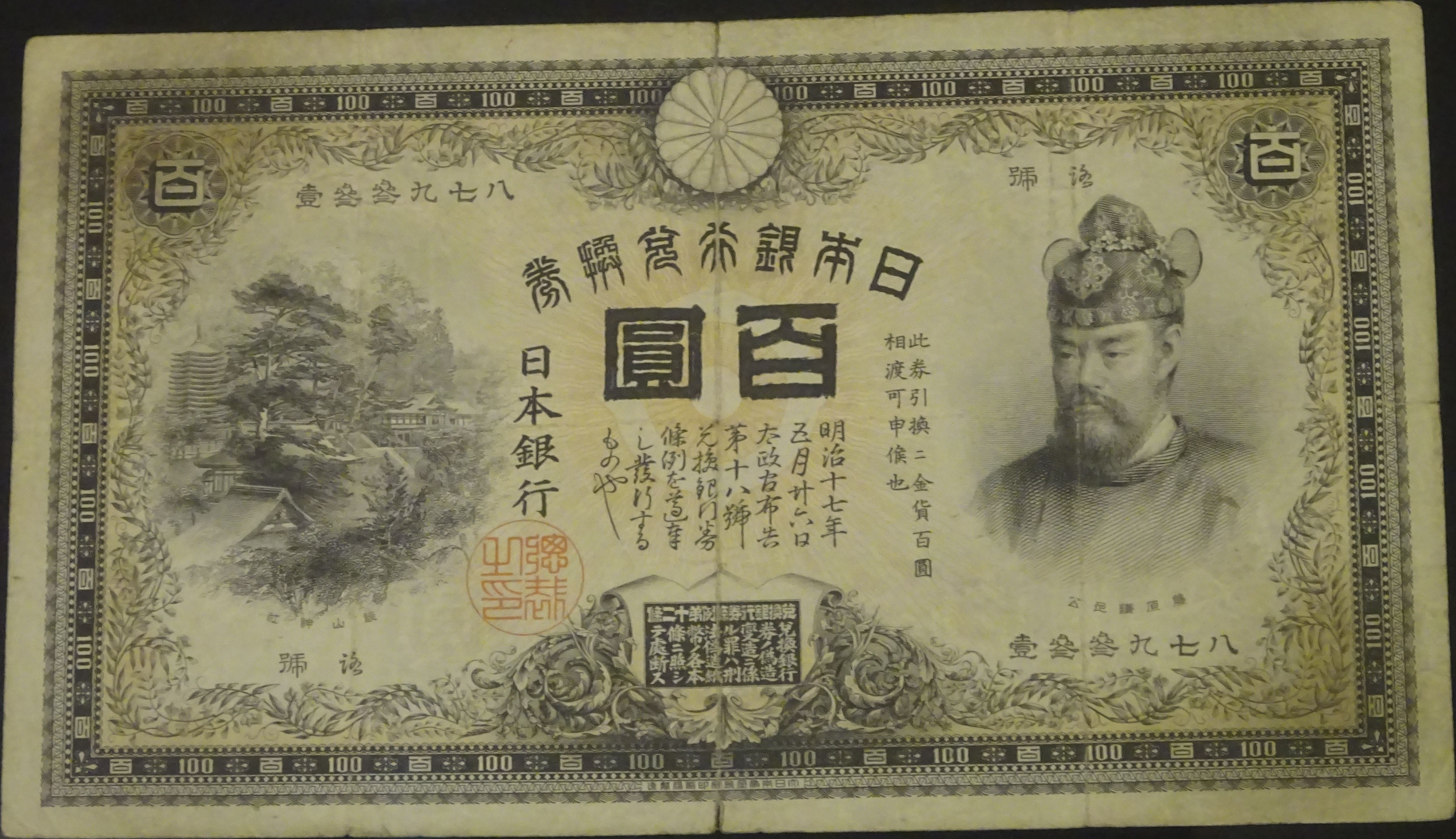
表面（記番号：漢数字）

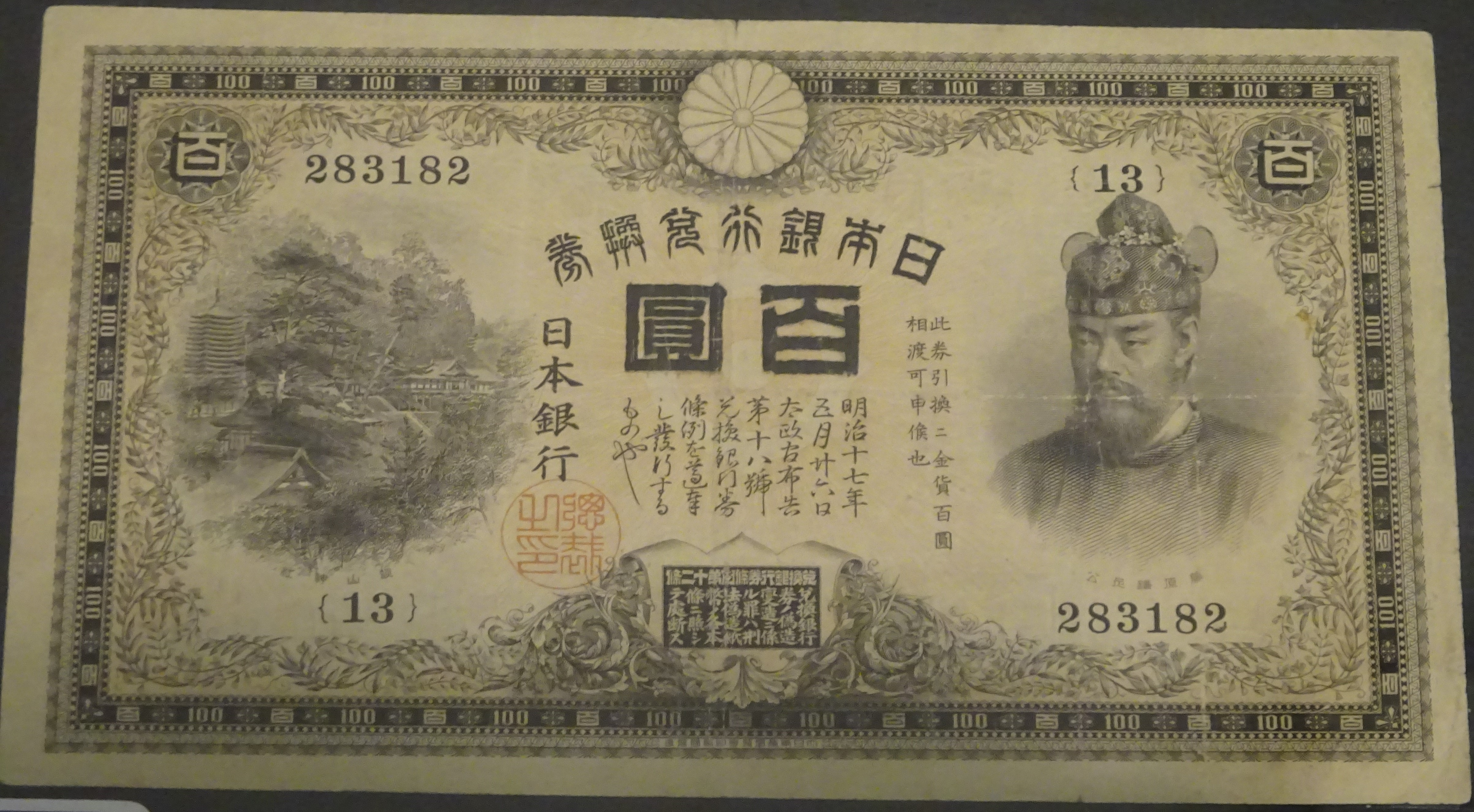
表面（記番号：アラビア数字）

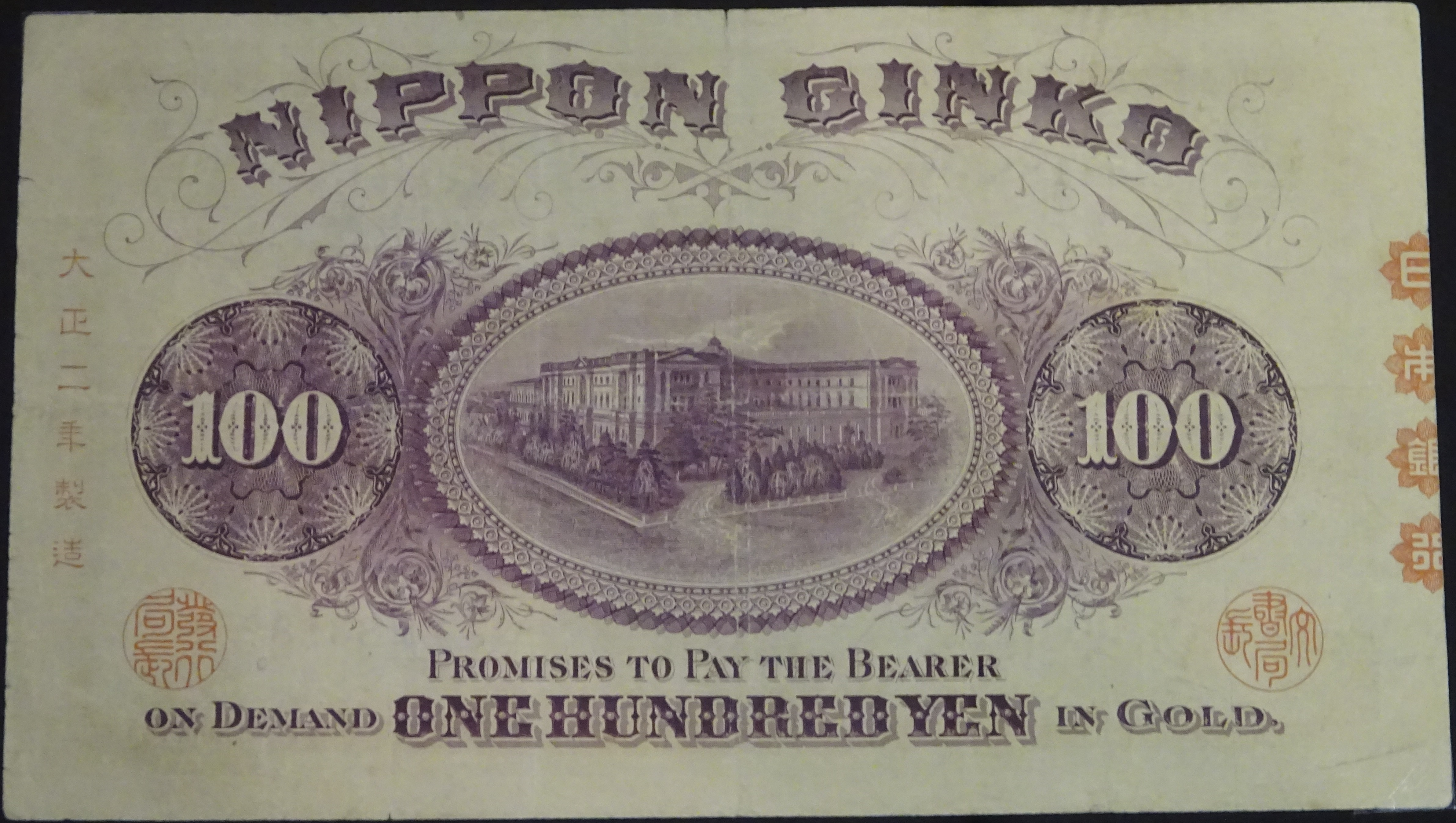
裏面（共通）

1900年（明治33年）12月19日の大蔵省告示第55号「百圓兌換銀行券發行」で紙幣の様式が定められている。主な仕様は下記の通り。
- 日本銀行兌換券
- 額面 百圓（100円）
- 表面 藤原鎌足（紙幣面の人名表記は「藤原鎌足公」）と談山神社全景（紙幣面の注記は「談山神社」）、兌換文言、発行根拠文言、偽造変造罰則文言
- 裏面 日本銀行本店本館、英語表記の兌換文言、断切文字、製造年
- 印章 〈表面〉総裁之印　〈裏面〉文書局長、発行局長
- 銘板 大日本帝國政府印刷局製造
- 記番号仕様
  - 記番号色 黒色
  - 記番号構成 （製造時期により2種類あり）
    - 〈記号〉変体仮名1文字＋「號」　〈番号〉通し番号：漢数字6桁
    - 〈記号〉組番号：「｛」＋数字1 - 2桁＋「｝」　〈番号〉通し番号：数字6桁
- 寸法 縦104mm、横180mm（縦3寸4分4厘、横5寸9分5厘[24]）
- 製造実績
  - 印刷局から日本銀行への納入期間 1900年（明治33年）下期 - 1927年（昭和2年）7月12日[4]
  - 記号（組番号）範囲 「い號」 - 「は號」／1 - 13（いずれも1記号当たり900,000枚製造）[4]
  - 製造枚数 [5]
    - 1,940,000枚［記番号：漢数字］
    - 11,490,000枚［記番号：アラビア数字］
- 発行開始日 1900年（明治33年）12月25日[24]
- 通用停止日 1939年（昭和14年）3月31日[7]
- 発行終了
- 失効券

1897年（明治30年）10月の貨幣法施行および兌換銀行券条例の改正による銀本位制から金本位制への移行に伴い、金兌換券として発行された。
肖像は藤原鎌足であり、エドアルド・キヨッソーネの彫刻した改造百圓券の肖像のイメージを変えない範囲で新たに彫刻している。表面には藤原鎌足の肖像のほか、奈良県桜井市にある談山神社の十三重塔や拝殿、神廟拝所などを含む境内の全景が描かれており、輪郭には唐草模様と合わせて肖像の藤原鎌足に因んだ藤の花や枝の模様があしらわれている。また、地模様として「日」の文字を模った日本銀行行章が描かれている。裏面には、1896年（明治29年）に竣工したばかりの東京都中央区にある日本銀行本店本館の全景が描かれている。また、裏面左端に製造年が和暦で記載されており、裏面右端には「日本銀行」の断切文字（割印のように券面内外に跨るように印字された文字）が配置されている。裏面の模様が紫色であることから、通称は「裏紫100円」である。
発行開始当初から発行されていた前期甲号券は組番号に「いろは」を変体仮名で表記し、通し番号は漢数字であった。1917年（大正6年）9月に発行開始された後期甲号券は組番号・通し番号共にアラビア数字である。通し番号は6桁となり、最大通し番号は「九〇〇〇〇〇」「900000」である。漢数字の記番号はハンド刷番機で印刷されており、アラビア数字の記番号は機械印刷による。
1913年（大正2年）に日本銀行発行局が文書局に統合されたことに伴い発行局長の役職が廃止された。これにより、1914年（大正3年）以降の製造年表記で裏面に発行局長の印章が印刷された甲号券を発行することは不都合が生じることとなるため、1914年（大正3年）以降に製造された甲号券の製造年の記年号については「大正2年」表記のまま据え置いた状態で発行されている。
甲百圓券の変遷の詳細および組番号の範囲を下表に示す。
| 発行開始日                 | 日本銀行への納入期間                                | 記号／組番号範囲    | 記号／組番号表記 | 通し番号表記 | 記年号             |
| -------------------------- | --------------------------------------------------- | ------------------- | ---------------- | ------------ | ------------------ |
| 1900年（明治33年）12月25日 | 1900年（明治33年）下期 - 1916年（大正5年）上期      | 「い號」 - 「は號」 | 変体仮名         | 漢数字       | 明治33年 - 大正2年 |
| 1917年（大正6年）9月1日    | 1917年（大正6年）8月30日 - 1927年（昭和2年）7月12日 | 1 - 13              | アラビア数字     | アラビア数字 | 大正2年            |

透かしは「百圓」の文字と藤の図柄である。
使用色数は、表面4色（内訳は凹版印刷による主模様1色、地模様1色、印章1色、記番号1色）、裏面2色（内訳は凹版印刷による主模様1色、印章・断切文字・製造年1色）となっている。
1927年（昭和2年）2月に制定された兌換銀行券整理法により1939年（昭和14年）3月31日限りで通用停止となった。
現代の古銭的価値としては、変体仮名記号の前期券は100万円前後のオーダー、アラビア数字記号の後期券は数十万円レベルのオーダーで取引されている。前述の通り旧百圓券や改造百圓券は現存数が数枚程度しかなく、それより古い明治通宝の百圓券も同じく現存数が数枚程度しかないと推測されており、これらは取引例がほぼ皆無で相場価格がないので、この甲百圓券は日本でかつて発行された百円紙幣のうち、現代のコレクターにとって現実的に収集が可能な最も古いものと考えられる。

## 乙号券
1929年（昭和4年）12月28日の大蔵省告示第224号「兌換銀行券中百圓券改造」で紙幣の様式が定められている。主な仕様は下記の通り。
- 日本銀行兌換券
- 額面 百圓（100円）
- 表面 聖徳太子と法隆寺夢殿、兌換文言
- 裏面 法隆寺西院伽藍全景、断切文字
- 印章 〈表面〉総裁之印　〈裏面〉文書局長
- 銘板 大日本帝國政府内閣印刷局製造
- 記番号仕様
  - 記番号色 黒色
  - 記番号構成 〈記号〉組番号：「｛」＋数字1 - 3桁＋「｝」　〈番号〉通し番号：数字6桁
- 寸法 縦93mm、横162mm[33]
- 製造実績
  - 印刷局から日本銀行への納入期間 1928年（昭和3年）12月4日 - 1943年（昭和18年）9月28日[4]
  - 記号（組番号）範囲 1 - 94（1記号当たり900,000枚製造）[4]
  - 製造枚数 84,600,000枚[5]
- 発行開始日 1930年（昭和5年）1月11日[33]
- 通用停止日 1946年（昭和21年）3月2日[34]（証紙貼付券に限り1946年（昭和21年）10月31日[35]）
- 発行終了
- 失効券

関東大震災により滅失した兌換券の整理が必要となったことから1927年（昭和2年）2月に兌換銀行券整理法が制定され、従来の兌換券を失効させて新しい兌換券に交換するため、乙百圓券・丙拾圓券・丁五圓券が新たに発行された。
これまでに発行された日本銀行券では複数券種に同じ肖像が用いられるなどした結果券種間の識別が紛らわしくなっていたことなどから、額面ごとに肖像人物を固定化することとし、さらに輪郭や地模様、透かしに至るまで入念な検討のもとに肖像人物と関連性のある図柄が描かれることとなった。
地模様や輪郭に至るまで、券面全体に聖徳太子や、聖徳太子と関わりの深い法隆寺、さらに聖徳太子が活躍したとされる飛鳥時代に関連する図柄を散りばめたデザインであり、数ある歴代の日本銀行券の中でも特に緻密で凝ったデザインとなっている。技術的な面においても、当時の紙幣製造の最高技術を結集して製造されたものとなっている。
表面右側には「唐本御影」（聖徳太子二王子像）を原画とした笏を持つ聖徳太子の肖像が描かれている。聖徳太子の肖像については、これまでの日本の紙幣に掲載された想像上の肖像画とは異なり、「唐本御影」に描かれた聖徳太子像が一般に広く知られていたことから、これを基として立体的な肖像を検討し、さらに考古学者の高橋健自や歴史学者の黒板勝美等の考証を経て仕上げられた肖像画である。
表面左側には奈良県生駒郡斑鳩町にある法隆寺の夢殿があしらわれている。左右の輪郭は法隆寺に伝わる「金銅灌頂幔垂飾金具」の文様に篆書体の「百」の文字を配置したもの、四隅の額面数字が記載された割模様の輪郭は飛鳥時代の文様である。地模様には正倉院御物の「彩色御手匣」の草花模様が、○囲みの「百」の文字の連続模様の上に重ねて印刷されている。肖像の周囲には、法隆寺が所蔵している「橘夫人念持仏厨子」の「阿弥陀如来像」の光背にある透かし彫りや花型の模様が聖徳太子の肖像を取り囲んでいる。
裏面中央には、金堂や五重塔、中門などが建ち並ぶ法隆寺の西院伽藍の俯瞰図が、正倉院御物の「八稜鏡」の形状の輪郭の中に描かれている。なおここに描かれた風景のうち五重塔の最上段については、実物では3本の柱で区画されているが、紙幣上は現物と異なり4本の柱で区画されているように描かれている。風景の上下には「法隆寺若草伽藍の軒瓦」の模様を、左右には法隆寺所蔵の「弥勒菩薩像」の「鳳凰文浮彫光背」にある鳳凰像を描いており、裏面の鳳凰の図柄の周囲には新たな技術として白色彩紋が施されている。裏面右端には「日本銀行」の断切文字が印刷されているが、他券種とは異なり花弁模様の中に配置されている。これまで記載されていた英語表記の兌換文言は本券種から廃止され、英語表記は額面金額のみとなっている。
透かしも聖徳太子にゆかりのある図柄が採用されており、聖徳太子勝鬘経御講讃所用間道の「小幡」の赤地錦模様、正倉院御物の「鳥毛篆書屏風」から採られた鳳凰、および法隆寺文様の高山植物を組合せた「天平時代の裂の文様」の図柄である。従来の券種の透かしと比較して透かしが大型化されている。用紙については従前どおり三椏を原料とするものであるが、製法の変更により以前よりもやや黄色がかった色調の用紙に変更されている。また従来の百円紙幣は寸法が大き過ぎる傾向にあり、取扱が不便なことや折れ目から破損しやすい問題があったことから、券面の寸法を縮小し、同時に他額面の紙幣も含め一定の縦横比（概ね縦1：対角線2の比率）に統一した規格に揃えている。この券面寸法の規格は、小額の一部券種を除き1946年（昭和21年）に発行開始されるA百圓券まで維持されている。
使用色数は、表面5色（内訳は凹版印刷による主模様・地模様の一部1色、地模様2色、印章1色、記番号1色）、裏面4色（内訳は凹版印刷による主模様2色、地模様1色、印章・断切文字1色）となっている。凹版で3度刷りを行い、裏面では複数色による凹版印刷を行うなど手数を掛けて製造されたもので、これにより偽造防止効果を高めている。
この聖徳太子の乙百圓券(B案)の発行以前の1923年（大正12年）に、別のデザインの百円紙幣が乙百圓券(A案)として製造準備されていた。A案の乙百圓券は表面右側に藤原鎌足の肖像、左側に談山神社の風景を描いたもので、用紙には菊・桐の図柄の透かしと染色した蚕糸を漉き込んだものであったが、その製造準備途中の紙幣は未完成の原版や試刷券、検討資料も含め関東大震災の影響で全て焼失してしまったため発行に至らず、震災の翌年から再検討が実施されて1927年（昭和2年）にB案の図案が最終決定し、1930年（昭和5年）の発行に至った。
表面のデザインは不換紙幣であるい号券に流用されている。またA号券のデザインもこれに酷似している。乙号～A号の百円券の肖像は聖徳太子で、通称は「1次」～「4次」となっているため、この乙号券の通称は「1次100円」である。
1931年（昭和6年）12月の金兌換停止に伴い、それ以降は事実上の不換紙幣となり、1942年（昭和17年）5月の日本銀行法施行による金本位制の廃止に伴って法的にも不換紙幣として扱われることになった。
新円切替のため1946年（昭和21年）3月2日限りで通用停止となった。新円切替の際、乙号券～ろ号券に証紙を貼付し、臨時に新券の代わりとした「証紙貼付券」が発行された。この証紙貼付券は十分な量の新円の紙幣（A号券）が供給された1946年（昭和21年）10月末限りで失効した。

## い号券
1944年（昭和19年）3月18日の大蔵省告示第107号「日本銀行券百圓券ノ樣式略圖」で紙幣の様式が定められている。主な仕様は下記の通り。
- 日本銀行券
- 額面 百圓（100円）
- 表面 聖徳太子と法隆寺夢殿
- 裏面 法隆寺西院伽藍全景
- 印章 〈表面〉総裁之印　〈裏面〉発券局長
- 銘板 大日本帝國印刷局製造
- 記番号仕様
  - 記番号色 黒色
  - 記番号構成 〈記号〉組番号：「｛」＋数字1 - 3桁＋「｝」　〈番号〉通し番号：数字6桁
- 寸法 縦93mm、横163mm[51]
- 製造実績
  - 印刷局から日本銀行への納入期間 1944年（昭和19年）1月17日 - 1946年（昭和21年）10月17日[4]
  - 記号（組番号）範囲 1 - 299（1記号当たり900,000枚製造）[4]
  - 製造枚数 205,038,000枚[5]
- 発行開始日 1944年（昭和19年）3月20日[51]
- 通用停止日 1946年（昭和21年）3月2日[34]（証紙貼付券に限り1946年（昭和21年）10月31日[35]）
- 発行終了
- 失効券

事実上有名無実化していた金本位制が1942年（昭和17年）5月の日本銀行法施行により正式に廃止され、管理通貨制度に移行したことに伴い兌換文言等が表記された兌換券が名実ともに実態にそぐわないものとなったことから、不換紙幣の「日本銀行券」として発行された。時代は第二次世界大戦に突入し、材料や資機材などに至るまであらゆるものが戦争に駆り出された結果、紙幣もコスト削減や製造効率向上を目的に品質を落とさざるを得なくなり仕様が簡素化されている。
通称は「2次100円」である。表面のデザインは兌換券である乙号券の流用だが、聖徳太子の表情にわずかな違いがあり、題号の「日本銀行券」への変更、兌換文言の削除、銘板の記載変更が行われている。また地模様については刷色が変更の上、○囲みの「百」の文字の連続模様から直線模様に簡素化されているが、その他の法隆寺や正倉院御物に関連する文様は存置されている。
裏面については印刷方式を簡易な凸版印刷に変更したため別デザインに変更されており、乙号券と同じく金堂や五重塔を中心とした法隆寺の西院伽藍の俯瞰図が描かれているものの、視点が少し変更されている。裏面上方には「橘夫人念持仏厨子」の下部の蓮花模様が、下方には瑞雲があしらわれており、その左右には下部に法隆寺金堂の天蓋に設置されている彫刻の「木彫り鳳凰」と中ほどに「天平瓦」の模様を配置している。また地模様として天平時代の唐草模様が印刷されている。またアラビア数字による額面表記は存在するものの、これまで裏面に印刷されていた英語表記は削除され、英語表記が全くない券面となっている。同時期に改刷されたい拾圓券やろ五圓券と同じく簡素化された券面ではあるものの、改刷前の兌換券と同じテーマの法隆寺に関連する図柄が採用されており、簡素化の度合いは他券種ほど大きくない。
記番号は記号（組番号）と通し番号から成り、このうち通し番号については基本的に900000までであったが、補刷券と呼ばれる不良券との差し替え用に900001以降の通し番号が印刷されたものが存在する。
透かしは乙号券と同じ「天平時代の裂の文様」（小幡赤地錦模様ならびに鳳凰と高山植物の組合せ）であるが、乙号券と比べるとすき入れの品質が低下しており透かし模様が薄いものが見受けられる。
使用色数は、表面5色（内訳は凹版印刷による主模様1色、地模様2色、印章1色、記番号1色）、裏面3色（内訳は主模様1色、地模様1色、印章1色）となっている。
新円切替のため1946年（昭和21年）3月2日限りで通用停止となった。新円切替の際、乙号券～ろ号券に証紙を貼付し、臨時に新券の代わりとした「証紙貼付券」が発行された。この証紙貼付券は十分な量の新円の紙幣（A号券）が供給された1946年（昭和21年）10月末限りで失効した。

## ろ号券
1945年（昭和20年）8月17日の大蔵省告示第332号「日本銀行券百圓券及拾圓券ノ樣式ヲ定メ從來ノモノト併用方」で紙幣の様式が定められている。主な仕様は下記の通り。
- 日本銀行券
- 額面 百圓（100円）
- 表面 聖徳太子
- 裏面 法隆寺西院伽藍全景
- 印章 〈表面〉総裁之印、発券局長　〈裏面〉なし
- 銘板 大日本帝國印刷局製造
- 記番号仕様
  - 記番号色 赤色［通し番号なし（組番号のみ）］
  - 記番号構成 〈記号〉組番号：数字1 - 3桁　〈番号〉通し番号なし
- 寸法 縦93mm、横162mm[56]
- 製造実績
  - 印刷局から日本銀行への納入期間 1944年（昭和19年）6月16日 - 1946年（昭和21年）3月18日[4]
  - 記号（組番号）範囲 [4]
    - 1 - 43（1記号当たり1,000,000枚製造）
    - 44 - 190（1記号当たり5,000,000枚製造）

  - 製造枚数 [5]
    - 43,000,000枚［地模様：2色］
    - 658,114,000枚［地模様：単色］
- 発行開始日 1945年（昭和20年）8月17日[56]
- 通用停止日 1946年（昭和21年）3月2日[34]（証紙貼付券に限り1946年（昭和21年）10月31日[35]）
- 発行終了
- 失効券

戦局の更なる悪化により敗色が濃厚となった終戦直前に、敗戦によるハイパーインフレーションなどの可能性を想定した緊急用紙幣として、印刷方式や紙幣用紙の仕様を従前以上に一層簡素化して製造を開始したものである。このような背景から製造は極秘裏に進められ、発行開始は終戦直後となっている。極めて厳しい情勢の下にありながらも手間をかけて新たなデザインに改められた理由は、ろ百圓券が紙幣として考えられうる凡そ最低水準の仕様とされたことから、凹版印刷を前提とした従来の図柄を踏襲すると品質の低下が目立ち過ぎるためである。通称は「3次100円」である。
紙幣用のインク、用紙、印刷機といった資機材が欠乏した状況下で、印刷局の製造能力だけではもはや対応しきれない状況となっていたことから、設備が十分でない民間印刷会社でも製造が行えるよう考慮されており、偽造防止のためには欠かせない反面手間のかかる凹版印刷を取り止め、高額券でありながら簡易なオフセット印刷で製造することを前提としている。そのような事情から、ろ号券の多くは印刷局から委託を受けた民間印刷会社で印刷されている。なお、ろ号券に限らず、第二次世界大戦末期から終戦直後に製造された紙幣は材料の枯渇状態の下で簡易な印刷方法により粗製濫造された結果、画線が潰れて肖像などの主模様の印刷が不鮮明なものや、刷色が一定せず色違いのものが発生するなど品質不良状態の紙幣が見受けられる。
聖徳太子の肖像は表面中央に配置されているが、これはい号券の肖像を流用したものである。後述の通り戦況の悪化した第二次世界大戦末期から終戦直後の混乱期という過酷な状況下において、劣悪な製版設備や印刷機器で製造せざるを得なかった状況から印刷品質に問題があり、特に聖徳太子の肖像は黒く潰れ不鮮明な状態となっている。表面の地模様としては、肖像の周囲には「橘夫人念持仏厨子」の光背、券面の左右には正倉院御物の「花鳥背八角鏡」の背面に描かれている瑞鳥をあしらっている。裏面はい号券と同じ題材の法隆寺の西院伽藍の俯瞰図が描かれているがデザインは新たなものであり、下部中央には法隆寺五重塔の頂上先端の「水煙」と宝相華模様、左右外側には法隆寺の「金銅幡金具」の火炎模様が印刷されている。い号券同様、アラビア数字による額面表記は存在するものの、英語表記はなされていない。
記番号は記号（組番号）のみの表記で通し番号はなく、またその記号（組番号）の外側の波括弧も付けられていない。
透かしはろ拾圓券と共通の唐草模様の白透かしによるちらし透かしであるが、紙質や製作が粗悪なため透かしの確認は困難である。紙幣用紙は粗悪な木材パルプを50%、三椏を30%混合した構成の劣悪な品質のものとなっている。
ろ百圓券の変遷の詳細および組番号の範囲を下表に示す。戦後製造分は戦災により紙幣製造能力が低下した状況において猛烈なインフレーションの発生に伴う極度の紙幣需要増加に対応することが急務であったため、当初2色刷りであった地模様を単色化して刷色を減らすなど更に極限まで仕様が簡素化されている。
| 発行開始日                | 日本銀行への納入期間                                  | 組番号範囲 | 刷色                                                           |
| ------------------------- | ----------------------------------------------------- | ---------- | -------------------------------------------------------------- |
| 1945年（昭和20年）8月17日 | 1944年（昭和19年）6月16日 - 1945年（昭和20年）8月16日 | 1 - 43     | 表面4色（内訳は主模様1色、地模様2色、印章・記番号1色） 裏面1色 |
| 不明                      | 1945年（昭和20年）8月16日 - 1946年（昭和21年）3月18日 | 44 - 190   | 表面3色（内訳は主模様1色、地模様1色、印章・記番号1色） 裏面1色 |

終戦直後に発行されたものの、新円切替のため発行後1年を待たずして1946年（昭和21年）3月2日限りで通用停止となった。新円切替の際、乙号券～ろ号券に証紙を貼付し、臨時に新券の代わりとした「証紙貼付券」が発行された。この証紙貼付券は十分な量の新円の紙幣（A号券）が供給された1946年（昭和21年）10月末限りで失効した。

## A号券
A券とも呼ばれる。1946年（昭和21年）2月17日の大蔵省告示第23号「日本銀行券百圓券及拾圓券樣式ノ件」で紙幣の様式が定められている。主な仕様は下記の通り。
- 日本銀行券
- 額面 百圓（100円）
- 表面 聖徳太子と法隆寺夢殿、新円標識（瑞雲）
- 裏面 法隆寺西院伽藍全景
- 印章 〈表面〉総裁之印　〈裏面〉発券局長
- 銘板 大日本帝國印刷局製造
- 記番号仕様
  - 記番号色 黒色
  - 記番号構成 〈記号〉「1」＋組番号：数字1 - 4桁＋製造工場：数字2桁　〈番号〉通し番号：数字6桁
- 寸法 縦93mm、横162mm[67]
- 製造実績
  - 印刷局から日本銀行への納入期間 1946年（昭和21年）2月26日 - 1949年（昭和24年）12月26日[4]
  - 記号（組番号）範囲 1 - 7352[注 6]（1記号当たり900,000枚製造）[4][注 7]
  - 製造枚数 6,493,632,000枚[5]
- 発行開始日 1946年（昭和21年）3月1日[68]（告示上：同年2月25日[注 8]）
- 支払停止日 1956年（昭和31年）6月5日[1]
- 発行終了
- 有効券

終戦直後の猛烈なインフレーションの抑制策として、政府により新円切替が極秘裏に検討されていた。これは発表からごく短期間のうちに旧紙幣を全て無効化して金融機関に強制預金させたうえで預金封鎖し、代わりに発行高を制限した新紙幣（A号券）を発行して最低限度の生活費だけを引き出せるようにするものであった。これを実施するには従前の紙幣と明確に識別可能な新紙幣を急遽準備する必要が生じるため、紙幣の図案検討としては異例の指名型の公募が行われ、他のA号券（10円・5円・1円券）では粗末とはいえ公募を基にした新デザインが決定されたが、A百円券に関しては下記の経緯からその例外となっている。
連合国軍占領下の当時は改刷を行い新紙幣を発行する場合、図案についてGHQ（連合国軍最高司令官総司令部）の承認が必要であった。当初の案は、インフレーションや闇取引助長の懸念から高額紙幣発行に対してGHQが反対したことにより不発行となった、凸版印刷株式会社によって提案された図案の1つである弥勒菩薩像の肖像を描いたA五百円券の図案を流用したものであり、弥勒菩薩像の肖像にクレームが付いたためこれを聖徳太子像に差し替えたものがA百円券の新デザインとしてGHQに申請が行われた。これは製造効率を優先したオフセット印刷を前提としたものであったが、GHQは高額券である百円紙幣にはオフセット印刷を認めず、偽造防止の観点から凹版印刷を使用すべきとして変更を指示したものの、当時の切迫した状況から準備に時間を要する凹版印刷の版面を新たに用意する時間的余裕がない状態であった。そのため表裏両面ともい号券の彩色のみを変更してそのまま流用し、識別のために表面中央下に赤色の新円標識（瑞雲と桜花）を加刷したものを発行することとなった。したがって刷色と新円標識を除いた図柄は表裏両面ともい号券と同一となっている。通称は「4次100円」である。
A号券のうち「発券局長」の印章が裏面に印刷されている唯一の紙幣であり、他のA号券の場合は、10円・5円・1円券では「総裁之印」「発券局長」の両方が表面に、10銭・5銭券では「発券局長」がなく「総裁之印」のみが表面に印刷されている。
当初は紙幣の製造についても発行元の日本銀行から民間印刷会社に直接発注するように調達方式を変更する構想を大蔵省は持っていたが、極めて厳格な管理が求められる紙幣製造業務の特殊性から望ましくないとのGHQの意向によりこちらは実行されなかった。結局のところ一部のい号券やろ号券などと同様に従来通り印刷局が一元的に紙幣製造の管理を行うこととなり、凸版印刷にて完成された版面を印刷局に引渡したうえで、印刷局とその委託を受けた大日本印刷や凸版印刷などの複数の民間印刷会社で分散して印刷されることとなった。
記番号については、通し番号が省略され記号（組番号）のみが印字されている他のA号券と異なり、このA百円券のみ1枚1枚固有の通し番号が付されている。組番号と通し番号の両方が印字されている他券種と異なり、組番号が括弧表記ではないため区別が付き難いが、他券種同様に紙幣の右上と左下が組番号、左上と右下が通し番号となっている。通し番号は基本的に900000までであったが、い号券と同様、不良券との差し替え用に900001以降の通し番号が印刷された補刷券が存在する。記号（組番号）の下2桁が製造工場を表しており、下表の通り12箇所の印刷所別に分類できる。このように多数の民間委託先でも印刷されたため、用紙や刷色に変化が多く品質が不均一となっている。
| 製造工場               | 記号下2桁 | 透かし                                   |
| ---------------------- | --------- | ---------------------------------------- |
| 大蔵省印刷局滝野川工場 | 12        | 桐（白透かし・不定位置）                 |
| 大蔵省印刷局酒匂工場   | 22        | 桐（白透かし・不定位置）                 |
| 大蔵省印刷局静岡工場   | 32        | 桐（白透かし・不定位置）                 |
| 大蔵省印刷局彦根工場   | 42        | 天平時代の裂の文様（白黒透かし・定位置） |
| 凸版印刷板橋工場       | 13        | 桐（白透かし・不定位置）                 |
| 凸版印刷富士工場       | 23        | 桐（白透かし・不定位置）                 |
| 凸版印刷大阪工場       | 33        | 桐（白透かし・不定位置）                 |
| 大日本印刷榎町工場     | 44        | 桐（白透かし・不定位置）                 |
| 共同印刷小石川工場     | 15        | 桐（白透かし・不定位置）                 |
| 東京証券印刷王子工場   | 16        | 桐（白透かし・不定位置）                 |
| 東京証券印刷小田原工場 | 26        | 桐（白透かし・不定位置）                 |
| 帝国印刷芝工場         | 17        | 桐（白透かし・不定位置）                 |

透かしは、印刷局彦根工場製造分（組番号（右上、左下番号）の下2桁が42）のみ乙百圓券・い百圓券と同様の「天平時代の裂の文様」（小幡赤地錦模様ならびに鳳凰と高山植物の組合せ）の定位置透かしであり、そのほかの工場製造分は「桐」の白透かしによる不定位置（ちらし）透かしである。印刷局彦根工場製造分のみ異なる透かしが用いられた理由は、A百円券の発行開始により製造発行中の全ての紙幣で白黒透かしが用いられなくなってしまうことから、将来に備えて白黒透かしの製造技術を維持することを目的としたものである。A号券のうち透かしが入っている唯一の紙幣となっている。
使用色数は、表面5色（内訳は凹版印刷による主模様1色、地模様2色、印章・新円標識1色、記番号1色）、裏面3色（内訳は主模様1色、地模様1色、印章1色）となっている。凹版印刷が採用されているのは表面のみで、裏面の印刷方式は当初は凸版印刷であったが、新円切替をもってしてもインフレーションを食い止めることはできなかったため、百円紙幣の需要が増大し製造が追いつかない状況になったことから、1946年（昭和21年）後半以降から製造効率向上のため平版印刷に変更されている。
A百円券の製造終了は1949年度（昭和24年度）である。
新円切替後の紙幣なので現在も法的には有効だが、失効券である乙号券やい号券（これらの紙幣には赤色の新円標識がない）と図柄が類似しているため間違えないように注意する必要がある。また、自販機、ATM、自動釣銭機等の各種機器で受け付けられないほか、対面取引で行使しようとする場合も見慣れぬ紙幣で真贋が判断できないとして受け取りを拒否されることがある。銀行の窓口に持ち込むと口座への預け入れや現行の紙幣・硬貨への交換ができるが、場合によっては日本銀行での鑑定に回され日数を要する場合がある他、銀行によっては取り扱い手数料が要求されることがある。
現在、日銀の勘定店における受入時の現金の整理においては、「B百円券を除く額面価格100円以下の銀行券」に該当し、無条件で引換依頼の対象とされている。

## B号券
B券とも呼ばれる。1953年（昭和28年）11月27日の大蔵省告示第2244号「昭和二十八年十二月一日から発行する日本銀行券百円の様式を定める件」で紙幣の様式が定められている。主な仕様は下記の通り。
- 日本銀行券
- 額面 百円（100円）
- 表面 板垣退助
- 裏面 国会議事堂
- 印章 〈表面〉総裁之印　〈裏面〉発券局長
- 銘板 大蔵省印刷局製造
- 記番号仕様
  - 記番号色 黒色
  - 記番号構成 記号：英字1 - 2文字＋通し番号：数字6桁＋記号：英字1文字
- 寸法 縦76mm、横148mm[77]
- 製造実績
  - 印刷局から日本銀行への納入期間 1952年（昭和27年）11月12日 - 1972年（昭和47年）12月25日[4]
  - 製造枚数 12,270,200,000枚[5]
- 発行開始日 1953年（昭和28年）12月1日[77]
- 支払停止日 1974年（昭和49年）8月1日[1]
- 発行終了
- 有効券

1946年（昭和21年）2月に終戦直後のインフレーション抑制を目的とした新円切替が実施され、切替用の新紙幣としてA号券が新たに発行されたものの、新円切替をもってしてもインフレーションの進行は抑えきれず当時の最高額面券であったA百円券の発行量が著しく増大する結果となった。その後順次のB号券への移行が進められ、1950年（昭和25年）から1951年（昭和26年）にかけてB千円券、B五百円券およびB五十円券が相次いで発行された。
当時最も流通量の多かったA百円券については、発行開始当時の切迫した状況から極めて短期間のうちに検討から製造まで行わざるを得ず、実質的に1944年（昭和19年）発行のい百圓券に新円標識を加刷したのみであったため、銘板に「大日本帝國」の文字が残っていたり、寸法が他のB号券と比べて不必要に大きいなどの欠点を指摘されながらも、旧態依然としたA号券が暫くそのまま使用された。取り残されたような形になっていた百円紙幣についても1953年（昭和28年）になってようやく改刷が行われてB百円券が発行され、現代的かつ本格的な紙幣であるB号券が出揃うこととなった。これにより粗製のA号券の回収が一気に加速した。
なおA号券以降改刷を行い新紙幣を発行する場合、図案についてGHQ（連合国軍最高司令官総司令部）の承認が必要であったが、1952年（昭和27年）4月28日にサンフランシスコ平和条約が発効し日本の主権が回復したため、B百円券以降はGHQの発行承認が不要となっている。
表面右側には板垣退助の老齢期の写真を基にした肖像が描かれているが、小額政府紙幣の板垣五十銭券の肖像とは別の年代に撮影された写真を基にしているため容貌を異にしている。表面左側には唐草模様と共に法隆寺金堂の天蓋の飾りの鳳凰の彫刻を2つあしらっており、右下隅には円形の瓦模様が描かれ、左右には「百」の文字のマイクロ文字を敷き詰めている。また上下の輪郭には「百」の文字と「100」の数字の割模様と、地模様として唐草模様のレリーフ模様、宝相華、「100」の数字の連続模様を描いている。なお表面右下の数字「100」の左側にある丸い模様の中には、概ね製造工場別にシークレットマーク（暗証）が施されている。裏面右側には肖像の板垣退助に因んで国会議事堂の建物が、左側には「100」の額面金額の上下に唐草模様と宝相華のレリーフ模様が描かれている。A百円券で問題となった銘板は「大蔵省印刷局製造」と改められている。
透かしは「100」の数字と桐の図柄の透かしであるが、他のB号券同様印刷と重なっていることもあり確認しにくい。当初の紙幣用紙は第二次世界大戦以前と同じく三椏のみを原料としており、なおかつ原料を未漂白の状態で使用していたが、のちに三椏の需給が逼迫したことからマニラ麻や木綿、尿素樹脂が混合されるようになり、原料の漂白も十分に行うように変更された。この影響により発行途中で紙質が変化しており前期は茶褐色紙、後期は白色紙である。
使用色数は、表面6色（内訳は凹版印刷による主模様1色、地模様3色、印章1色、記番号1色）、裏面3色（内訳は凹版印刷による主模様1色、地模様1色、印章1色）となっている。券種の識別性を高めるため、凹版印刷による主模様を含め全体的に小豆色を基調とした券面となっている。
1957年（昭和32年）の百円銀貨の発行後、大都市圏では早期に硬貨化が進んだ一方で、地方では根強い紙幣需要があったことから百円銀貨とB百円券が当分の間並行して流通していたが、1966年（昭和41年）8月26日には百円紙幣の廃止が閣議決定された。その後1972年（昭和47年）には製造終了し、1974年（昭和49年）8月を最後にB百円券の日銀からの支払が停止され、1967年（昭和42年）に発行開始した百円白銅貨へと推移していった。
現在でも法的には有効であるが、自販機、ATM、自動釣銭機等の各種機器で受け付けられないほか、対面取引で行使しようとする場合も見慣れぬ紙幣で真贋が判断できないとして受け取りを拒否されることがある。銀行の窓口に持ち込むと口座への預け入れや現行の紙幣・硬貨への交換ができるが、場合によっては日本銀行での鑑定に回され日数を要する場合がある他、銀行によっては取り扱い手数料が要求されることがある。
日銀の勘定店における現金受入時においては、旧券として定量束（10把、1000枚）に加え、端数束（10把未満の把を取り纏めたもの）単位での受入を行い、受入単位に取り纏めることに支障のあるものは引換依頼を行って差し支えないものとされている。また現在このB百円券は、日銀の勘定店においてこのように定量束及び端数束による受入を行う最小額面の日本銀行券となっており、額面価格50円以下の紙幣や、百円紙幣でもA百円券は、「B百円券を除く額面価格100円以下の銀行券」という扱いで無条件で引換依頼の対象とされている。
日本の現在発行されていない旧紙幣の中では現存数が非常に多く、未使用の100枚帯封や1000枚完封が古銭市場やネットオークション等に現れることも多いほどであり、記番号先頭がアルファベット1桁や前期（茶褐色紙）などでかつ未使用、あるいは珍番号やエラーなどの条件がない限り古銭商が買い取りすることはほぼない。

## 透かし

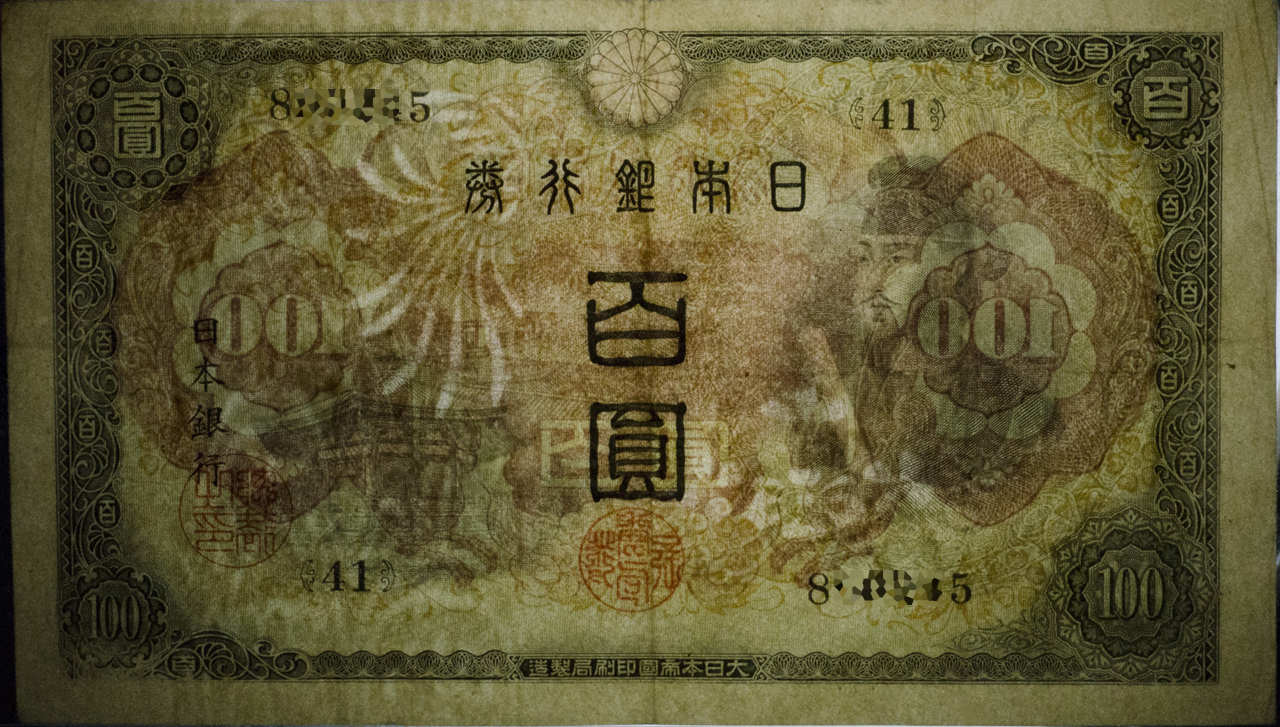
い百圓券: 天平裂（てんぴょうきれ）の模様
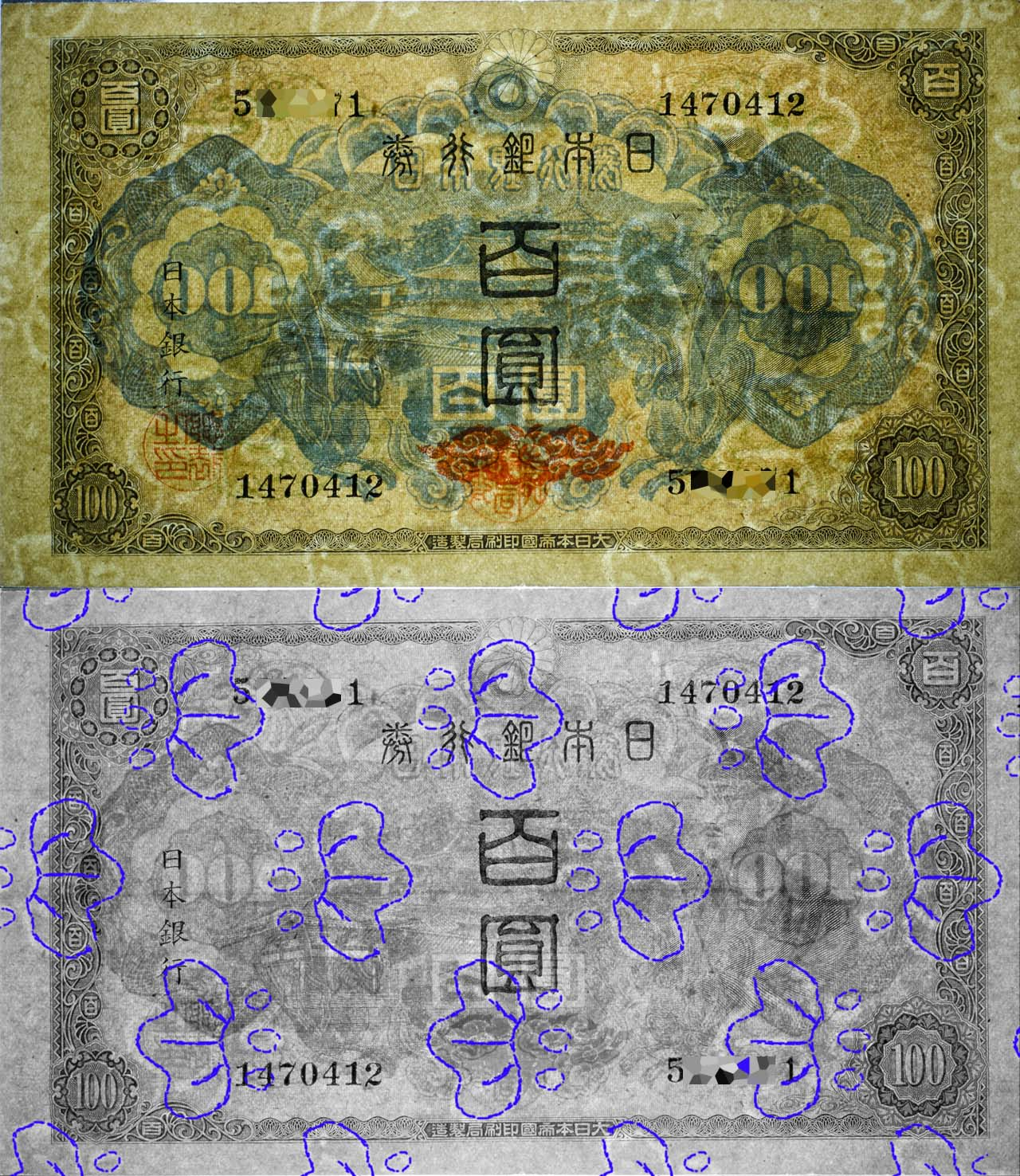
A百圓券: 桐
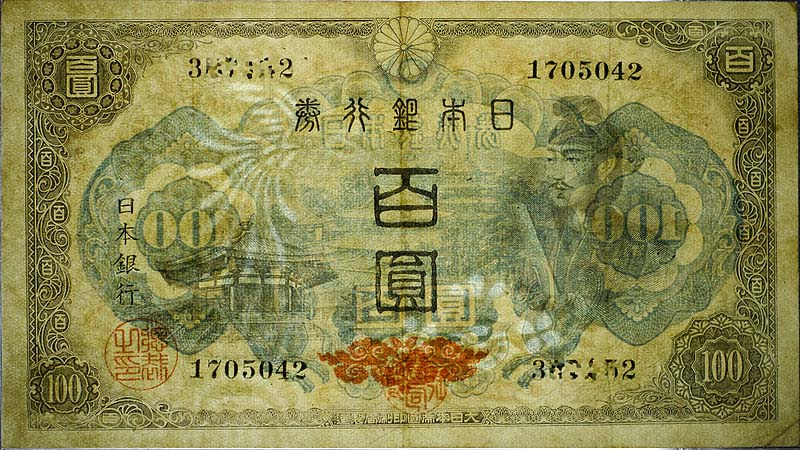
A百圓券: 天平裂（てんぴょうきれ）の模様。組番号末尾42(印刷局彦根工場製を意味する)のみ。
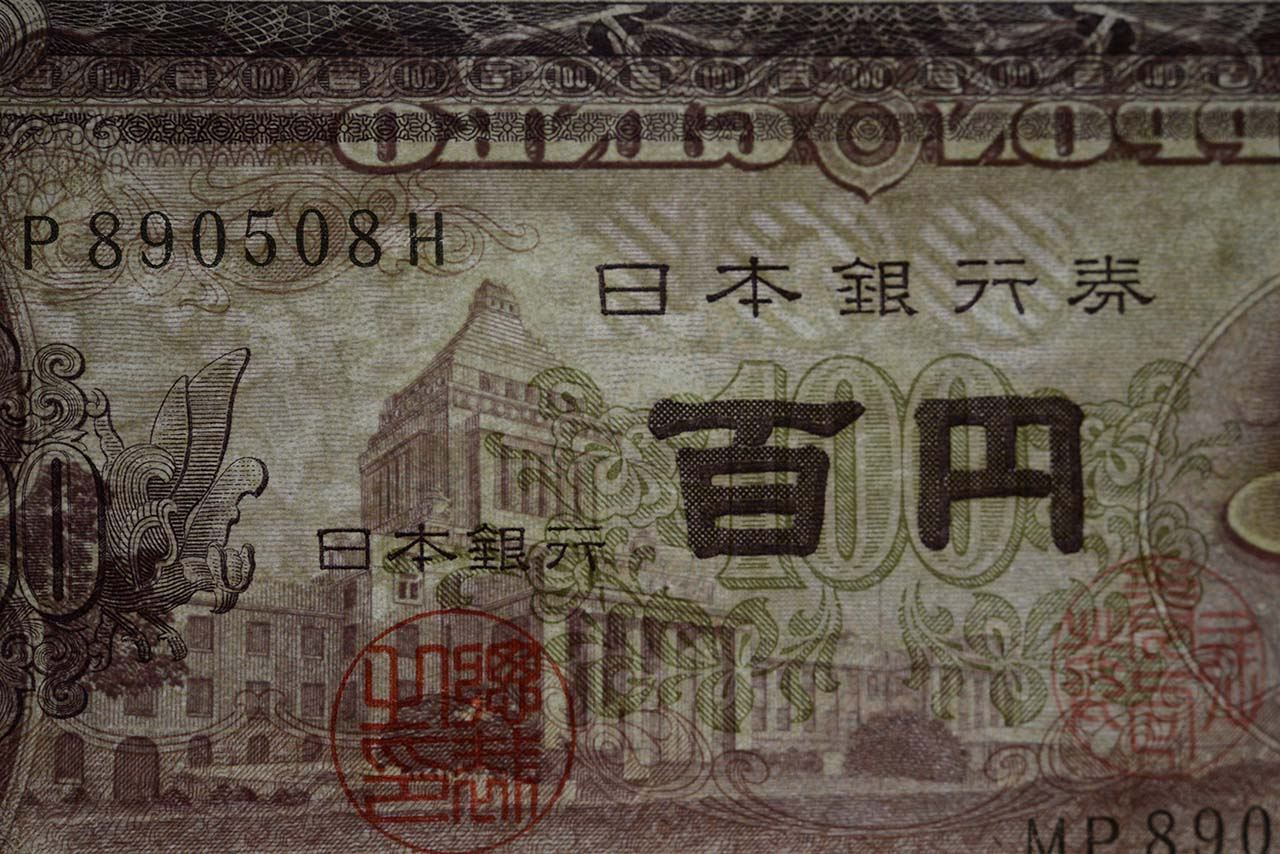
B百円券: 桐花と"100"

## 変遷
日本銀行券の発行開始以前には、額面金額100円の紙幣として明治通宝の百円券が発行されており、1899年（明治32年）12月31日までは明治通宝の百円券が並行して通用していた。
- 1885年（明治18年）8月29日：旧百圓券の様式を制定[3]。
- 1885年（明治18年）9月8日：旧百圓券発行開始[6]。図柄は大黒像。
- 1891年（明治24年）11月10日：改造百圓券の様式を制定[17]。
- 1891年（明治24年）11月15日：改造百圓券発行開始[18]。図柄は藤原鎌足。
- 1897年（明治30年）10月1日：貨幣法施行および兌換銀行券条例の改正により「日本銀行兌換銀券」から「日本銀行兌換券」に移行。既存の兌換銀券は金兌換券として扱われる[87][88]。
- 1899年（明治32年）3月20日：旧百圓券が日本銀行による回収対象となる[8]。
- 1900年（明治33年）12月19日：甲百圓券の様式を制定[24]。
- 1900年（明治33年）12月25日：甲百圓券発行開始[24]。図柄は藤原鎌足と談山神社全景、日本銀行本店本館。記番号は変体仮名および漢数字表記。
- 1917年（大正6年）8月22日：記番号の表記を変更した甲百圓券の様式を制定[32]。
- 1917年（大正6年）9月1日：記番号の表記を変更した甲百圓券発行開始[32]。記番号をアラビア数字表記に変更。
- 1929年（昭和4年）12月28日：乙百圓券の様式を制定[33]。
- 1930年（昭和5年）1月11日：乙百圓券発行開始[33]。図柄は聖徳太子と法隆寺夢殿・西院伽藍全景。
- 1931年（昭和6年）12月17日：金貨兌換停止に関する緊急勅令施行により金兌換停止[48]。
- 1939年（昭和14年）3月31日：兌換銀行券整理法により旧百圓券、改造百圓券および甲百圓券失効[7]。
- 1942年（昭和17年）5月1日：旧日本銀行法施行により「日本銀行兌換券」から「日本銀行券」に移行。既存の有効な兌換券は不換紙幣として扱われる[49]。
- 1944年（昭和19年）3月18日：い百圓券の様式を制定[51]。
- 1944年（昭和19年）3月20日：い百圓券発行開始[51]。図柄は聖徳太子と法隆寺夢殿・西院伽藍全景。表面は乙号券と類似しているが裏面のデザインが異なる。
- 1945年（昭和20年）8月17日：ろ百圓券の様式を制定、同日発行開始[56]。図柄は聖徳太子と法隆寺西院伽藍全景。後に地模様を簡素化したろ百圓券を発行開始（変更後の様式の制定・公示が行われておらず、発行開始日は不詳[注 5]）。
- 1946年（昭和21年）2月17日：金融緊急措置令により預金封鎖を伴う新円切替実施[89]。A百圓券の様式を制定[67]。
- 1946年（昭和21年）2月25日：暫定的に新円とみなす証紙貼付を貼付した乙百圓券、い百圓券、およびろ百圓券発行開始[50]。A百圓券の告示上の発行開始[67]。
- 1946年（昭和21年）3月1日：A百圓券の実質的な発行開始[68]。図柄は聖徳太子と法隆寺夢殿・西院伽藍全景。い号券の刷色を変え、新円標識を加刷している。
- 1946年（昭和21年）3月2日：日本銀行券預入令により乙百圓券、い百圓券、およびろ百圓券は証紙貼付券を除き失効[34]。
- 1946年（昭和21年）10月31日：乙百圓券、い百圓券、およびろ百圓券の証紙貼付券失効[35]。
- 1953年（昭和28年）11月27日：B百円券の様式を制定[77]。
- 1953年（昭和28年）12月1日：B百円券発行開始[77]。図柄は板垣退助と国会議事堂。
- 1956年（昭和31年）6月5日：A百圓券の日本銀行からの支払停止[1]。
- 1974年（昭和49年）8月1日：B百円券の日本銀行からの支払停止[1]。

後継は1957年（昭和32年）12月11日に発行開始された百円硬貨（鳳凰百円銀貨。ただし1974年（昭和49年）8月1日のB百円券の日本銀行からの支払停止までの間に、1959年（昭和34年）2月16日に稲穂百円銀貨に、1967年（昭和42年）2月1日に百円白銅貨に変更。）である。